# ゼッフィーロ (競走馬)
ゼッフィーロ（欧字名:Zeffiro、2019年2月5日 - ）は、日本の競走馬・種牡馬。主な勝ち鞍は2023年のアルゼンチン共和国杯。

## 経歴
北海道千歳市の社台ファームで生産された、一口馬主法人社台レースホースの所有馬である。イタリア語で「西風、春のそよ風」を意味する「ゼッフィーロ」と命名され、栗東トレーニングセンターの池江泰寿厩舎に入厩した。

### 3歳（2022年）
2月6日中京芝1600mの3歳新馬戦に1番人気で出走。好位追走から直線で抜け出すと逃げ粘るヴァリッド1馬身1/4差つけデビュー戦を飾る。その後の2戦は2着、3着と勝ち切れずにいたが、6月4日中京芝2000mの3歳上1勝クラスでは3番手追走から直線で抜け出して2勝目を挙げると、続く高千穂特別も勝利して3歳シーズンを終えた。

### 4歳（2023年）
1月の中京2000m・準オープンの寿ステークスはヤマニンサルバムの2着となり、阪神の同距離・同条件の2月の但馬ステークスでも2着に敗れたが、3月26日の御堂筋ステークスでは中団追走から直線でしぶとく脚を伸ばして快勝し、オープンクラスに昇級した。5月7日のメトロポリタンステークス（L）では後方から鋭く脚を伸ばして接戦に持ち込むも勝ち馬グランオフィシエからわずかに及ばず3着となる。重賞初挑戦となった目黒記念ではスタートで行き脚がつかず、後方から追い込んでくるも4着に終わった。
夏場の休養を挟み、9月24日のオールカマーで復帰。道中中団のインで脚を溜め、最後の直線でメンバー最速の上がり34秒7の末脚を発揮し3着と好走。11月5日のアルゼンチン共和国杯では道中中団のやや後ろを追走し、直線で馬群を割って抜け出すと最後はマイネルウィルトスの追撃を1馬身差振り切って重賞初制覇を果たした。12月10日の香港ヴァーズでは道中は後方の内側で構え、直線では馬群の間から前へ進出するも、大外からスムーズに加速したジュンコに残り100mで突き放され2着に惜敗。日本馬としては最高順位となった。

### 5歳（2024年）
5歳初戦は2月17日、カタール・アルライヤン競馬場で行われたアミールトロフィー（G3・芝2400m）へ遠征し2着と好走。その後は、春の天皇賞出走へ向けて調整されたが、4月7日に右前肢の屈腱炎が判明し、社台ファームへ放牧に出されて療養していた。その後、5月29日のエコー検査の結果、復帰に向けて調教を再開するまでには当初の想定よりも時間を要すること、仮に治まったとしても復帰を目指す調教過程のなかで再発する可能性も否定できないことから、関係者の協議により現役引退が決定し、同月30日に社台サラブレッドクラブホームページで発表され、翌31日付でJRAの競走馬登録を抹消された。

### 引退後
引退に際して、社台ファームで乗馬として供用されると発表されていたが、2024年8月2日にトルコの馬主がSNS上で同国で種牡馬入りすることを明らかにし、12月19日に出国した。
トルコジョッキークラブのカラジャベイスタッドに預託され2025年から種牡馬として供用される。初年度の種付け料は10万トルコリラ（約40万円）に設定されている。

## 競走成績
以下の内容は、netkeiba.com、JBISサーチおよび香港ジョッキークラブの情報に基づく。
| 競走日     | 競馬場       | 競走名          | 格  | 距離（馬場）  | 頭 数 | 枠 番 | 馬 番 | オッズ （人気） | 着順 | タイム （上り3F） | 着差   | 騎手        | 斤量 [kg] | 1着馬（2着馬）         | 馬体重 [kg] |
| ---------- | ------------ | --------------- | --- | ------------- | ----- | ----- | ----- | --------------- | ---- | ----------------- | ------ | ----------- | --------- | ---------------------- | ----------- |
| 2022.02.06 | 中京         | 3歳新馬         |     | 芝1600m（稍） | 16    | 4     | 8     | 003.20（1人）   | 01着 | R1:36.8（34.7）   | -0.2   | 0岩田望来   | 56        | （ヴァリッド）         | 464         |
| 0000.03.26 | 中山         | 3歳1勝クラス    |     | 芝1800m（良） | 12    | 8     | 12    | 002.80（1人）   | 02着 | R1:49.7（35.8）   | -1.3   | 0横山武史   | 56        | ショウナンマグマ       | 470         |
| 0000.04.23 | 東京         | 新緑賞          | 1勝 | 芝2300m（良） | 9     | 7     | 7     | 006.30（5人）   | 03着 | R2:20.3（34.7）   | -0.3   | 0横山和生   | 56        | キャルレイ             | 464         |
| 0000.06.04 | 中京         | 3歳上1勝クラス  |     | 芝2000m（良） | 8     | 6     | 6     | 005.20（2人）   | 01着 | R1:59.6（33.8）   | -0.1   | 0松山弘平   | 54        | （ブラックシールド）   | 468         |
| 0000.07.23 | 小倉         | 高千穂特別      | 2勝 | 芝2000m（良） | 9     | 1     | 1     | 001.80（1人）   | 01着 | R1:58.7（34.2）   | -0.1   | 0松山弘平   | 54        | （ハーランズハーツ）   | 472         |
| 2023.01.07 | 中京         | 寿S             | 3勝 | 芝2000m（良） | 13    | 8     | 13    | 006.70（4人）   | 02着 | R2:00.4（34.6）   | -0.2   | 0松山弘平   | 57        | ヤマニンサルバム       | 470         |
| 0000.02.11 | 阪神         | 但馬S           | 3勝 | 芝2000m（良） | 13    | 2     | 2     | 003.80（2人）   | 02着 | R2:00.5（33.0）   | -0.0   | 0岩田望来   | 57        | リューベック           | 476         |
| 0000.03.26 | 阪神         | 御堂筋S         | 3勝 | 芝2400m（重） | 18    | 8     | 16    | 004.30（1人）   | 01着 | R2:29.6（35.3）   | -0.1   | 0荻野極     | 57        | （ディナースタ）       | 476         |
| 0000.05.07 | 東京         | メトロポリタンS | L   | 芝2400m（稍） | 17    | 7     | 14    | 005.80（3人）   | 03着 | R2:27.8（33.6）   | -0.0   | 0岩田望来   | 57        | グランオフィシエ       | 464         |
| 0000.05.28 | 東京         | 目黒記念        | GII | 芝2500m（良） | 18    | 1     | 1     | 005.60（3人）   | 04着 | R2:31.0（33.5）   | -0.2   | 0川田将雅   | 56        | ヒートオンビート       | 464         |
| 0000.09.24 | 中山         | オールカマー    | GII | 芝2200m（良） | 15    | 5     | 8     | 019.50（7人）   | 03着 | R2:12.2（34.7）   | -0.2   | 0戸崎圭太   | 57        | ローシャムパーク       | 472         |
| 0000.11.05 | 東京         | AR共和国杯      | GII | 芝2500m（良） | 18    | 5     | 9     | 002.40（1人）   | 01着 | 02:29.9（34.2）   | -0.2   | 0J.モレイラ | 57        | （マイネルウィルトス） | 470         |
| 0000.12.10 | 沙田         | 香港ヴァーズ    | G1  | 芝2400m（Gd） | 8     | 2     | 3     | 005.60（4人）   | 02着 | R2:30.27（34.94） | -0.15  | 0D.レーン   | 57        | Junko                  | 474         |
| 2024.02.17 | アルライヤン | アミールT       | G3  | 芝2400m（Gd） | 11    | 11    | 9     |                 | 02着 | R2:29.05          | -3馬身 | 0J.モレイラ | 58        | Rebel's Romance        | 計不        |

- 海外の競走の「枠番」欄にはゲート番を記載
- 香港のオッズ・人気は香港ジョッキークラブのもの（日本式のオッズ表記とした）

## 血統表
| ゼッフィーロの血統              | ゼッフィーロの血統                    | ゼッフィーロの血統           | （血統表の出典）             | （血統表の出典） |
| 父系                            | サンデーサイレンス系                  | サンデーサイレンス系         | サンデーサイレンス系         |                  |
| 父 ディープインパクト 鹿毛 2002 | 父の父*サンデーサイレンス 青鹿毛 1986 | Halo                         | Hail to Reason               | Hail to Reason   |
| 父 ディープインパクト 鹿毛 2002 | 父の父*サンデーサイレンス 青鹿毛 1986 | Halo                         | Cosmah                       |                  |
| 父 ディープインパクト 鹿毛 2002 | 父の父*サンデーサイレンス 青鹿毛 1986 | Wishing Well                 | Understanding                | Understanding    |
| 父 ディープインパクト 鹿毛 2002 | 父の父*サンデーサイレンス 青鹿毛 1986 | Wishing Well                 | Mountain Flower              |                  |
| 父 ディープインパクト 鹿毛 2002 | 父の母*ウインドインハーヘア 鹿毛 1991 | Alzao                        | Lyphard                      | Lyphard          |
| 父 ディープインパクト 鹿毛 2002 | 父の母*ウインドインハーヘア 鹿毛 1991 | Alzao                        | Lady Rebecca                 |                  |
| 父 ディープインパクト 鹿毛 2002 | 父の母*ウインドインハーヘア 鹿毛 1991 | Burghclere                   | Busted                       | Busted           |
| 父 ディープインパクト 鹿毛 2002 | 父の母*ウインドインハーヘア 鹿毛 1991 | Burghclere                   | Highclere                    |                  |
| 母 *ワイルドウインド 鹿毛 2008  | 母の父Danehill Dancer 鹿毛 1993       | *デインヒル                  | Danzig                       | Danzig           |
| 母 *ワイルドウインド 鹿毛 2008  | 母の父Danehill Dancer 鹿毛 1993       | *デインヒル                  | Razyana                      |                  |
| 母 *ワイルドウインド 鹿毛 2008  | 母の父Danehill Dancer 鹿毛 1993       | Mira Adonde                  | Sharpen Up                   | Sharpen Up       |
| 母 *ワイルドウインド 鹿毛 2008  | 母の父Danehill Dancer 鹿毛 1993       | Mira Adonde                  | Lettre d'Amour               |                  |
| 母 *ワイルドウインド 鹿毛 2008  | 母の母*ウーマンシークレット 鹿毛 2002 | Sadler's Wells               | Northern Dancer              | Northern Dancer  |
| 母 *ワイルドウインド 鹿毛 2008  | 母の母*ウーマンシークレット 鹿毛 2002 | Sadler's Wells               | Fairy Bridge                 |                  |
| 母 *ワイルドウインド 鹿毛 2008  | 母の母*ウーマンシークレット 鹿毛 2002 | Monevassia                   | Mr. Prospector               | Mr. Prospector   |
| 母 *ワイルドウインド 鹿毛 2008  | 母の母*ウーマンシークレット 鹿毛 2002 | Monevassia                   | Miesque                      |                  |
| 母系(F-No.)                     | ワイルドウインド(GER)(FN:20)          | ワイルドウインド(GER)(FN:20) | ワイルドウインド(GER)(FN:20) | [ § 2 ]          |
| 5代内の近親交配                 | Northern Dancer 5×5・4                | Northern Dancer 5×5・4       | Northern Dancer 5×5・4       | [ § 3 ]          |
| 出典                            | 1. 2. 3.                              | 1. 2. 3.                     | 1. 2. 3.                     | 1. 2. 3.         |

- 4代母ミエスクは1987年英1000ギニー・仏1000ギニー、1987年・88年のBCマイル連覇などGI10勝。
- 近親にはキングマンボ、イーストオブザムーン、アルファセントーリ、リアルスティール、ラヴズオンリーユー、スタディオブマンなど活躍馬多数。